# Лонгитуда узлазног чвора
Лонгитуда узлазног чвора је један од орбиталних елемената који описују орбиту небеског тела. Лонгитуда узлазног чвора је угао који образују референтни правац и правац узлазног чвора.
Код орбита око Сунца, лонгитуда узлазног чвора се мери од правца гама тачке (што је референтни правац) до правца узлазног чвора, где путања небеског тела сече еклиптику (која је референтна раван у овом случају) и где небеско тело прелази са јужне на северну еклиптичку полусферу. Угао се мери у смеру супротном од смера кретања казаљки на сату када се систем посматра из северног еклиптичког пола.
Код орбита око Земље референтна раван је раван Земљиног екватора, а референтни правац је такође правац гама тачке.